# باور دینی

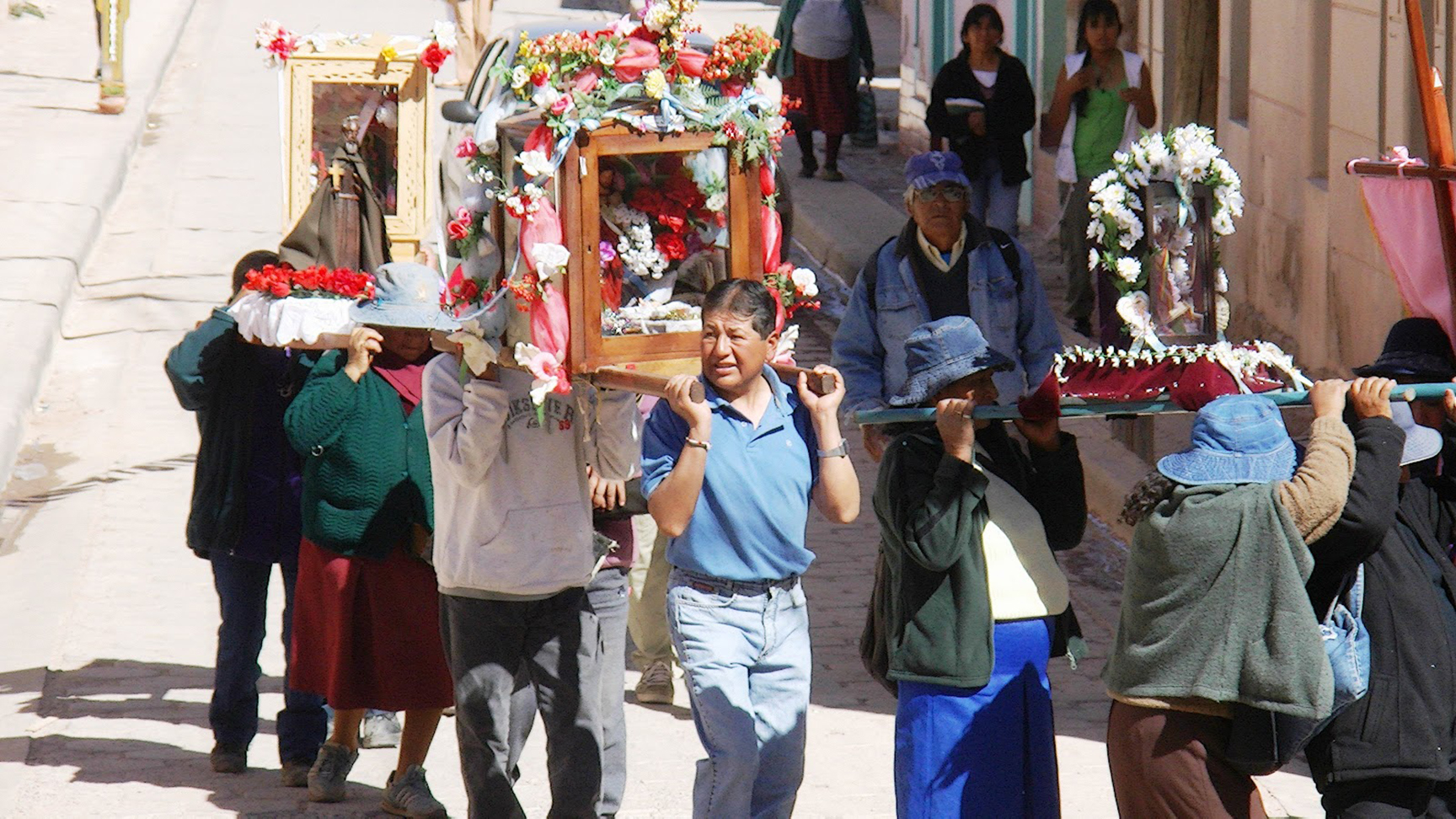

باورِ دینی اعتقاد به واقعیت از جنبه‌های اساطیری، فراطبیعی، یا معنوی یک دین است. باور دینی متمایز از عمل دینی یا رفتارهای دینی است چنانچه برخی باورمندان به دین آیین مذهبی بجا نمی‌آورند و برخی از برپا کنندگان آیین مذهبی باور به دین ندارند. باورهای دینی، از ایده‌هایی منحصر به فرد به دین مشتق شده‌است، اغلب به وجود، ویژگی و پرستش خدا یا خدایان، مداخله الهی در جهان و زندگی انسان، یا توضیحات وظیفه گرا برای ارزش‌ها و شیوه‌هایی بر محور تعالیم مربوط یک رهبر روحانی یا گروه. در مقابل به سایر سیستم‌های اعتقادی، باورهای دینی معمول مدون است.
مناقشات در مورد باور دینی همچون بقیهٔ واژه‌ها جای بحث دارد اما شاید به‌طور خلاصه به توان گفت هر اعتقادی که منشأ دینی داشته باشد باور دینی گفته می‌شود؛ مانند باور داشتن به اصول دین از قبیل اعتقاد به خدا و معاد و نبوت.